# Jess Salgueiro
Jess Salgueiro é uma atriz luso-descendente canadiana conhecida por atuar em The Boys, Mouthpiece, Canadian Strain, Workin' Moms, The Expanse, Letterkenny, Orphan Black, Tiny Pretty Things e Jupiter's Legacy.

## Vida pessoal
Nascida em Winnipeg, Manitoba, Jess Salgueiro frequentou a escola de artes Randolph Academy for the Performing Arts em Toronto, Ontário. Os seus pais são portugueses: o seu pai vem de Alcanena e a sua mãe de Santa Bárbara de Nexe. Vive atualmente em Toronto.

## Filmografia
| Ano  | Título                | Papel        | Comentário |
| ---- | --------------------- | ------------ | ---------- |
| 2011 | The Unleashed         | Lindsay      |            |
| 2011 | Night Express         |              |            |
| 2016 | A Sunday Kind of Love | Amy          |            |
| 2016 | The Market            | Fatima       |            |
| 2017 | Mary Goes Round       | Crystal      |            |
| 2018 | Mouthpiece            | Roxanne      |            |
| 2018 | I'll Take Your Dead   | Jackie       |            |
| 2019 | American Hangman      | Darnley      |            |
| 2019 | Canadian Strain       | Anne Banting |            |
| 2020 | Bing! Bang! Bi!       | Cala         |            |
| 2020 | Little Bird           | Olivia       |            |
| 2020 | Sugar Daddy           | Angela       |            |
| 2021 | Dark Web: Cicada 3301 | Shauna       |            |

| Ano       | Título                   | Papel                          | Comentário                                                                |
| --------- | ------------------------ | ------------------------------ | ------------------------------------------------------------------------- |
| 2014–2017 | The Strain               | Sherry                         | Convidada (temporada 1); Personagem secundária (temporada 4); 4 episódios |
| 2014      | Remedy                   | Meredith                       | Episódio: "Bad Blood"                                                     |
| 2015–2017 | Saving Hope              | Nurse Cabrera                  | Personagem secundária; 11 episódios                                       |
| 2015–2017 | Man Seeking Woman        | DJ                             | Episódio: "Pitbull"                                                       |
| 2015–2017 | Orphan Black             | Luisa                          | 2 episódios                                                               |
| 2016      | Beauty & the Beast       | Patsy                          | Episódio: "Something's Gotta Give"                                        |
| 2016      | Private Eyes             | Charmaine                      | Episódio: "The Six"                                                       |
| 2016      | Seraphim                 |                                | Episódio: Pilot                                                           |
| 2016      | Serialized               | Kane                           | Telefilme                                                                 |
| 2016      | In Real Life: The Series | Nancy                          | Episódio: "Stardom"                                                       |
| 2017      | Ransom                   | Marisol                        | Episódio: "Joe"                                                           |
| 2017      | The Bold Type            | Cassie                         | Episódio: "The End of the Beginning"                                      |
| 2017      | Channel Zero             | Lacey                          | Personagem secundária; 4 episódios                                        |
| 2017      | Kim's Convenience        | Elena                          | Episódio: "Sneak Attack"                                                  |
| 2017–2018 | Mary Kills People        | Larissa                        | Personagem secundária; 4 episódios                                        |
| 2017–2019 | Workin' Moms             | Mean Nanny                     | Personagem secundária; 11 episódios                                       |
| 2018      | Condor                   | Jada                           | 2 episódios                                                               |
| 2018      | No Sleep 'Til Christmas  | Gemma                          | Telefilme                                                                 |
| 2018–2019 | Letterkenny              | Mary-Anne                      | Personagem secundária; 7 episódios                                        |
| 2019      | The Ninth                | Jessica 'Messy Jessie' Tapp    | Papel principal; 8 episódios                                              |
| 2019      | The Boys                 | Robin                          | Personagem secundária; 4 episódios                                        |
| 2019      | Carter                   | Portia Quintano                | Episódio: "Harley Wanted To Say Bonspiel"                                 |
| 2019      | The Expanse              | Chandra Wei                    | Personagem secundária; 10 episódios                                       |
| 2020      | Tiny Pretty Things       | Isabel                         | Papel principal                                                           |
| 2021      | Jupiter's Legacy         | Jacinda dos Santos / Shockwave | Personagem secundária                                                     |

Em videojogos
- Far Cry 6 (2021)[13]